# Deutsche Ophthalmologische Gesellschaft
Die Deutsche Ophthalmologische Gesellschaft (DOG) ist die wissenschaftliche Fachgesellschaft für Augenheilkunde in Deutschland und mit ihrer Gründung 1857 die älteste medizinisch-wissenschaftliche Fachgesellschaft der Welt. Ihr Tätigkeitsschwerpunkt ist die Forschung, Weiterentwicklung und Förderung der Augenheilkunde. Sie veranstaltet Kongresse, veröffentlicht Fachzeitschriften und andere Publikationen und fördert den wissenschaftlichen Nachwuchs, beispielsweise in Form von Stipendien und Förderpreisen. Auch werden besondere Leistungen durch die Vergabe des Von-Graefe-Preises oder durch die nur alle zehn Jahre verliehene Graefe-Medaille gewürdigt. Eine enge Zusammenarbeit besteht mit dem Berufsverband der Augenärzte Deutschlands (BVA).
Über 8000 augenheilkundlich tätige Ärzte und Wissenschaftlicher sind Mitglied. Die Gesellschaft hat ihren Sitz in Heidelberg und unterhält eine Geschäftsstelle in München.
Der Verein veröffentlicht monatlich eigene Fachorgane: Die Ophthalmologie (bis Mai 2022 Der Ophthalmologe) (Print: ISSN 0941-293X; Online: ISSN 1433-0423) und Graefe's Archive (Print: ISSN 0721-832X; Online: ISSN 1435-702X)
Die DOG unterhält verschiedene Sektionen, rechtlich unselbständige Unterorganisationen, die bei der Erfüllung der Aufgaben der DOG unterstützen sollen. Folgende dieser Sektionen sind zurzeit eingerichtet:
- Genetik
- Gewebetransplantation und Biotechnologie
- Glaukom
- Kornea
- Internationale Ophthalmologie
- Neuroophthalmologie
- Ophthalmopathologie
- Ophthalmoplastische und rekonstruktive Chirurgie
- Uveitis

Weiterhin hat die DOG eine Reihe von Kommissionen, Arbeitsgemeinschaften und Arbeitskreisen eingerichtet, die sich – teils in Kooperation mit anderen Verbänden wie dem BVA – mit unterschiedlichen Themenschwerpunkten beschäftigen. Die DOG ist Mitglied der Arbeitsgemeinschaft der Wissenschaftlichen Medizinischen Fachgesellschaften (AWMF).

## Bekannte Mitglieder
- Theodor Axenfeld (1867–1930)
- Karl Bär (1874–1952)
- Karl Ulrich Bartz-Schmidt (* 1960)
- Holger Busse (1945–2020)
- Wilhelm Comberg (1885–1958)
- Burkhard Dick (* 1963)
- Wilhelm Doden (1919–1994)
- Michael Foerster (* 1943)
- Gerd Geerling (* 1965)
- Albrecht von Graefe (1828–1870)
- Franz Grehn (* 1948)
- Ignaz Gulz (1814–1874)
- Richard Hanssen (1864–1945)
- Heinrich Harms (1908–2003)
- Fritz Hollwich (1909–1991)
- Adolf Jess (1883–1977)
- Anselm Kampik (* 1949)
- Herbert Kaufmann (* 1941)
- Jörn Kuchenbecker (* 1966)
- Galo Leoz (1879–1990)
- Walther Löhlein (1882–1954)
- Otto-Erich Lund (1925–2019)
- Gerhard Meyer-Schwickerath (1920–1992)
- Hans Karl Müller (1899–1977)
- Karl Mylius (1896–1991)
- Gottfried O. H. Naumann (1935–2021)
- Christian Ohrloff (* 1944)
- Friedrich Pincus (1871–1943)
- Hans-Felix Piper (1916–2007)
- Siegfried Priglinger (* 1970)
- Thomas-Michael Radda (* 1951)
- Herwigh Rieger (1898–1986)
- Peter Roggenkämper (* 1941)
- Johannes W. Rohen (1921–2022)
- Rudolf Sachsenweger (1916–2007)
- Hans Sautter (1912–1984)
- Franz Schieck (1871–1946)
- Eugen Schreck (1911–1993)
- Berthold Seitz (* 1962)
- Rainer Sundmacher (* 1943)
- Rudolf Thiel (1894–1967)
- Oliver Fairfield Wadsworth (1838–1911)
- Jan van der Hoeve (1878–1952)
- August Wagenmann (1863–1955)
- Theo N. Waubke (1928–2005)
- Karl Wessely (1874–1953)
- Carl Wilhelm von Zehender (1819–1916)